# ندره یردشو
ندره یردشو (به سوئدی: Nedre Gärdsjö) یک منطقهٔ مسکونی در سوئد است که در بخش رتویک در شهرستان دالارنا واقع شده‌است. ندره یردشو ۰٫۶۷ کیلومتر مربع مساحت و ۲۲۵ نفر جمعیت دارد.